# Vịnh Guinea
Vịnh Guinea (chữ Anh: Gulf of Guinea, chữ Pháp: Golfe de Guinée, chữ Bồ Đào Nha: Golfo da Guiné) là vịnh biển nằm ngoài bờ biển Tây Phi, là một bộ phận của Đại Tây Dương, nó bao gồm vịnh Benin và vịnh Biafra.
Xích đạo và kinh tuyến gốc giao nhau tại vịnh Guinea. Vịnh Guinea là vịnh biển lớn nhất châu Phi. Từ mũi Lopez sát gần Xích đạo kéo dài về phía tây đến mũi Palmas ở 7° kinh tây. Phía tây bắt đầu từ mũi Palmas ở Liberia, phía đông kết thúc tại mũi Lopez ở Gabon. Các nước ven bờ có Liberia, Bờ Biển Ngà, Ghana, Togo, Benin, Nigeria, Cameroon, Guinea Xích Đạo, Gabon, cùng với São Tomé và Príncipe - đảo quốc nằm ở đầu vịnh. Có các sông như sông Volta, sông Niger, sông Sanaga, sông Congo và sông Ogooué đổ vào, mang đến lượng lớn vật trầm tích hữu cơ cho vịnh biển, trải qua hàng triệu năm đã hình thành dầu mỏ, khiến cho các nước ven biển những năm gần đây được cộng đồng quốc tế hết sức coi trọng. Có vịnh Biafra và các đảo núi lửa nằm ở phía nam như đảo Bioko, đảo São Tomé, đảo Príncipe,... Thềm lục địa có chiều rộng trung bình không đến 20 hải lí, phía tây của nó tụt giảm cấp tốc đến bồn trũng biển Guinea với độ sâu 4.000 mét, chỗ sâu nhất đạt 6.363 mét so với mặt nước biển. Nằm ở đới Xích đạo, có hải lưu ấm Guinea chảy vào từ tây sang đông, khí hậu nóng ẩm, nhiệt độ thuỷ vực 25 - 26℃, độ mặn 34 - 3‰, gần bờ có sông cả như sông Niger đổ vào, giảm còn 30‰. Ven bờ nhiều bãi cạn, đầm phá và rừng ngập mặn xum xuê. Trong thềm lục địa cất giấu dồi dào dầu mỏ. Có các thuỷ sản như cá trích, cá xa-đin, cá nheo, tôm rồng,... Bến cảng chủ yếu có Abidjan, Accra, Lomé, Cotonou, Lagos và Libreville.